# Tatsuyuki Tomiyama
Tatsuyuki Tomiyama (冨山 達行 Tomiyama Tatsuyuki?, nacido el 27 de agosto de 1982 en Chiba) es un exfutbolista japonés. Jugaba de defensa y su último club fue el Gainare Tottori de Japón.

## Trayectoria

### Clubes
| Club            | País  | Año         |
| --------------- | ----- | ----------- |
| Shonan Bellmare | Japón | 2005 - 2007 |
| Gainare Tottori | Japón | 2008 - 2011 |

## Estadística de carrera

### J. League
| Club            | Año   | J. League | J. League | Copa J. League | Copa J. League | Total | Total |
| Club            | Año   | Part.     | Goles     | Part.          | Goles          | Part. | Goles |
| --------------- | ----- | --------- | --------- | -------------- | -------------- | ----- | ----- |
| Shonan Bellmare | 2005  | 19        | 0         | -              | -              | 19    | 0     |
| Shonan Bellmare | 2006  | 23        | 0         | -              | -              | 23    | 0     |
| Shonan Bellmare | 2007  | 3         | 0         | -              | -              | 3     | 0     |
| Gainare Tottori | 2011  | 1         | 0         | -              | -              | 1     | 0     |
| Total           | Total | 46        | 0         | 0              | 0              | 46    | 0     |